# Língua kobon
Kobon (pronúncia K-hombon) é uma língua da Papua-Nova Guiné. 
Trata-se de uma língua pandanus usada na colheita de nozes karuka, que tem 90 a 120 verbos específicos..
Kobon

## Gramática
Kobon é uma língua com frases Sujeito-Objeto-Verbo.
Singular, Dual e Plural são os gêneros gramaticais distinguidos nos pronomes pessoais.
Como as outras línguas do Kalam, o Kobon é famosa por ter um número muito pequeno de verbos, algo como menos de 120. Esses verbos são combinados com substantivos em frases nominais gerando significados específicos, da mesma forma que se diz, por exemplo, "dine" em vez de "dinerr" em inglês.
Isso cria uma janela interessante para a semântica. Pode-se esperar que, com um conjunto muito limitado de verbos, seus significados sejam bem gerais, como "ter, fazer, ser" e "ir" do português. Até certo ponto, esse é realmente o caso, pois existe, por exemplo, apenas um verbo de percepção. Ou seja, o mesmo verbo é usado para  ver, ouvir, provar, cheirar, sentir  (tanto física quanto emocionalmente),  pensar  e  entender  (compare-se com "I see" para "I understand" em inglês). Outro verbo é usado para se fazer som, seja falando, cantando, orando, chorando, galhos quebrando, pedras batendo ou borbulhando na água. No entanto, alguns verbos de Kobon são bastante específicos. Há uma exceção para som, por exemplo: há um verbo específico para chamar um porco. Também existem três verbos de "derramar", dependendo se a coisa que está sendo derramada é sólida, líquida ou comida; e há até um verbo que significa "dividir um casuar (ave) em quatro partes".

## Escrita
Kobon vem sendo escrito no alfabeto latino por mais de 30 anos. As letras especiais  ƚ e  usadas são usados para a sub-apical retoflexa lateral vibrante e palatal aproximante lateral, respectivamente.
a b c d e g h i j k l ƚ ɫ m n ñ ŋ o ö p r s u ü w y
5 a 15% dos falantes Kobon são analfabetos.

## Fonologia

### Vogais
Os monotongos são  / i e ə o ə ə /, os ditongos são  / ai̯ au̯ /.  / i / e  / u / podem ser  [jɪ] e  [wʊ ~ ʍʊ] inicialmente.  / ɨ / ( [ɨ ~ ɯ]) é escrito ⟨ ü⟩ e  / ə / ( [ɜ ~ ɘ ~ ɪ]) é escrito ⟨ ö⟩.
Somente  / i a u / e os ditongos ocorrem inicialmente com a palavra, além da partícula quotativa, que é variavelmente / a ~ e ~ o ~ ö /.  / e o /  ocorre no início da sílaba dentro de uma palavra. Todas as vogais (incluindo os ditongos) ocorrem sílaba-medialmente (nas sílabas CVC), sílaba-finalmente e no final das palavras. Muitas sequências vogais ocorrem, incluindo algumas com vogais idênticas.

### Consoantes
Kobon distingue uma alveolar latera  / l /, uma palatal lateral  / ʎ /, um sub-apical retoflexa lateral vibrante e  uma alveolar vibrante - sonora expressa em trinado não sonorante (fricativo)  / r̝ /, embora o caráter fricativo neste último seja variável), e uma alveolar fricativa vibrante /r̝/, embora esse último caráter fricativo  seja variável.
| Nasal             | m ⟨m⟩           | n ⟨n⟩           | ɲ ⟨ñ⟩          | ŋ ⟨ŋ⟩            |       |
| Lenis obstruente  | p~b~mb~mpʰ ⟨b⟩  | tʰ~d~nd~ntʰ ⟨d⟩ | dʑ~ɲdʑ~ɲtɕ ⟨j⟩ | k~ɡ~ɣ~ŋɡ~ŋkʰ ⟨g⟩ |       |
| Fortis obstruente | f~ɸ~β~v~ʋ~p̚ ⟨p⟩ | s ⟨s⟩           | tɕ~dʑ ⟨c⟩      | kʰ~kx~x~ɣ ⟨k⟩    |       |
| Lateral           |                 | l~ɬ ⟨l⟩         | ʎ ⟨ɫ⟩          |                  |       |
| Rótica            |                 | ɾ̝̊~ɾ̥~ɾ~r̝̊~r̥~r ⟨r⟩ | ɭ~ɽ~ɽ̊ ⟨ƚ⟩      |                  |       |
| Aproximante       | w ⟨w⟩           |                 | j ⟨y⟩          |                  | h ⟨h⟩ |

Obstruentes sonoros podem ser pré-nasalizados após os vogais, dependendo da consoante anterior, e são inicialmente sonoros. Consoantes líquidas diferentes de  / ʎ / tendem para enfraquecimento ao final. Por exemplo, final  / d / é  [ntʰ] e final  / l / tende a  [ɬ]. ( / w / e  / j / não ocorrem na posição final, enquanto nasais e  / ʎ / mantêm a sonoridade.) Consoantes surdas além de  / s / e  / h / são opcionalmente duplicadas entre vogais.
⟨ ƚ⟩ é retroflexo sub-laminal. Foi descrito como um vibrante lateral.
Todas as consonantes opodem ocorrer no início de sálaba, embora  / ŋ / ocorra apenas palavra-inicialmente em uma única palavra mimética. Todas consoantes, exceto  / h j w /, ocorrem em final de sílaba ou palavra. Os grupos consonantais oorrem em muitas palavras (C) VC.CV (C), bem como inicialmente em muitas palavras CCV (C) principalmente monossilábicas. Os grupos consonantais iniciais já verificados são  / bɽ, xɽ, fr, xl /.
|     | Início de palavra                | Entre vogais                     | Final da palavra                 |
| --- | -------------------------------- | -------------------------------- | -------------------------------- |
| ⟨r⟩ | ɾ̥~ɾ̝̊                              | ɾ~r                              | ɾ̥~ɾ̝̊~r̥~r̝̊~ɾ~r                      |
| ⟨ƚ⟩ | ɽ                                | ɽ                                | ɭ~ɽ~ɽ̊                            |
| ⟨l⟩ | l                                | l                                | ɬ~l                              |
| ⟨k⟩ | kʰ~k͜x~x também o v entre vogais. | kʰ~k͜x~x também o v entre vogais. | kʰ~k͜x~x também o v entre vogais. |
| ⟨p⟩ | ɸ~f                              | β~ʋ (occas. v)                   | ɸ~p̚                              |
| ⟨c⟩ | t͡ɕ                               | t͡ɕ~d͡ʑ                            | t͡ɕ                               |
| ⟨g⟩ | ɡ~k                              | ɡ~ɣ, ŋ͡ɡ                          | ŋ͡kʰ                              |
| ⟨j⟩ | d͡ʑ                               | d͡ʑ, ɲ͡d͡ʑ                          | ɲ͡t͡ɕ                              |
| ⟨d⟩ | d                                | d, n͜d                            | n͜tʰ (occas. tʰ)                  |
| ⟨b⟩ | b (occas. p)                     | b, m͜b                            | m͡pʰ                              |

Entre vogais os obstrutores de lenis são orais  [bd dʑ ɡ ~ ɣ] quando ocorre um obstruente nasal ou outro lenis na sílaba anterior e são pré-enasalizados  [mb nd ɲdʑ ŋɡ]}, caso contrário, com alguma variabilidade após  / h /. Eles são freqüentemente orais em um aglomerado medial após outro consoante. Caso contrário, os alofones na tabela acima estão amplamente em variação livre

## Geografia
Kobon é falado em Madang (província) e em Terras Altas Orientais, ao norte Mount Hagen.

## Notss
1. ↑  Pawley, Andrew (1992). «Kalam Pandanus Language: An Old New Guinea Experiment in Language Engineering». In:  Dutton, Tom E.; Ross, Malcolm; Tryon, Darrell. The Language Game: Papers in Memory of Donald C. Laycock. Col: Pacific Linguistics Series C (em inglês). 110. Canberra: Department of Linguistics, Research School of Pacific Studies, Australian National University. pp. 313–334. ISBN 0-85883-400-6. ISSN 0078-7558. OCLC 222981840
2. ↑  Davies (1981: 215 ff)
3. ↑  Word medially next to a consoante, ⟨p⟩ is [ɸ] or [β] depending on the voicing of that consoante.